# Acer salweenense
Acer salweenense là một loài thực vật có hoa trong họ Bồ hòn. Loài này được W.W.Sm. mô tả khoa học đầu tiên năm 1921.